# مگنولیای سفید
مگنولیای سفید، ماگنولیای تابستانه (نام علمی: Magnolia grandiflora) نام یک گونه از سرده مگنولیا است. این درخت از گیاهان باغی آمریکای شمالی می‌باشد و کاربردی دارویی دارد.
درخت مگنولیا سفید یا مگنولیا تابستانه با نام علمی Magnolia grandiflora شناخته می شود و از خانواده Magnoliaceae است.
خاستگاه این درخت جنوب ایالات متحده (از ویرجینیا تا فلوریدا و به سمت شرق تا تگزاس) است.
شکل ظاهری درخت مگنولیا سفید:
مگنولیا سفید درختی همیشه سبز است و برگ های آن تخم مرغی شکل که سطح رویی آن سبز تیره و سطح زیرین آن در جوانی کرکدار است. برگ های این درخت می توانند به مدت دو سال روی درخت بمانند.
در اواسط بهار، گل های سفید و معطر مگنولیا ظاهر می شوند و دوره گلدهی آن تا ابتدای تابستان ادامه می یابد.
درخت مگنولیا سفید
درخت مگنولیا سفید
سن گلدهی مگنولیا سفید یا تابستانه، از سن ۱۵ سالگی و در برخی موارد بسیار زودتر است.
در برخی از گونه ها در ۱۰ سالگی نیز می تواند دانه تولید کند.
این دانه ها توسط بلدرچین و سنجاب خورده می شود.
ارتفاع این درخت تقریباً ۱۸ تا ۲۴ متر و گستردگی و قطر تاج آن ۹ تا ۱۵ متر می شود.
پرورش درخت مگنولیا سفید:
خاک باید مرطوب و غنی با زهکشی خوب باشد؛ همچنین حاصلخیز بودن خاک به ویژه خاک هایی که اسیدی باشند، به رشد این درخت کمک خوبی می کنند.
مگنولیا سفید، به مکانی آفتابی یا نیمه سایه نیاز دارد، از طرفی دیگر نیاز آبی بالایی هم دارد.
ریشه این درخت عمیق است و آبیاری آن باید به صورت عمیق اعمال شود.
درخت مگنولیا سفید
درخت مگنولیا سفید
دمایی بین ۹ تا ۲۱ درجه، برای رشد این گیاه بسیار مناسب است.
آفت تریپس و شته می توانند باعث آسیب رساندن به این درخت شوند.
درخت مگنولیا سفید را می توان به عنوان یک گیاه زینتی در میان چمن ها یا به عنوان درخت خیابانی کاشت. همچنین در چند سال اول زندگی، قابلیت کاشت در گلدان های بزرگ را هم دارند.

## نگارخانه

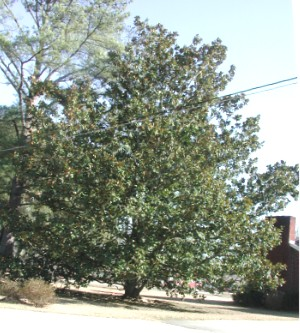
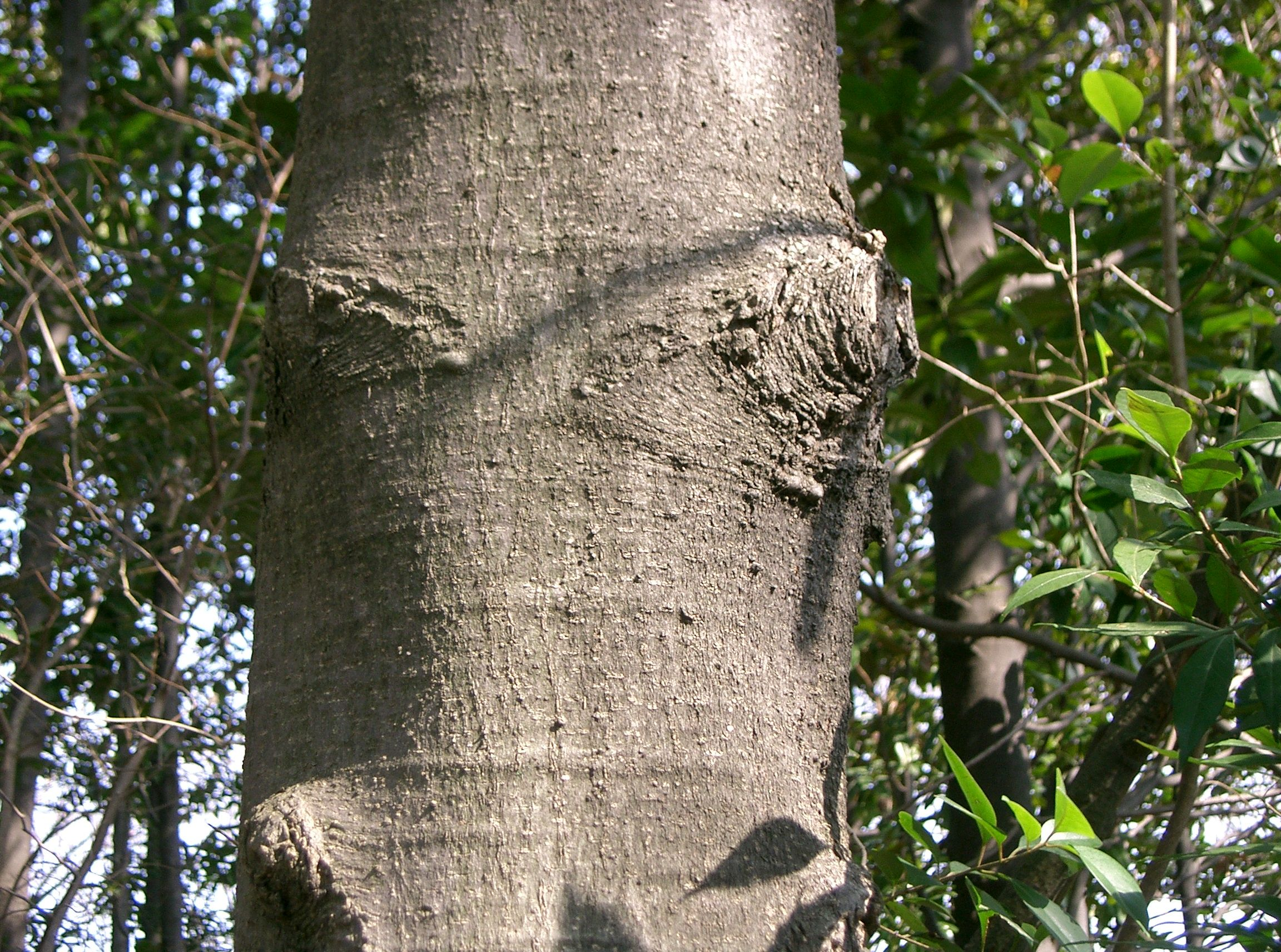
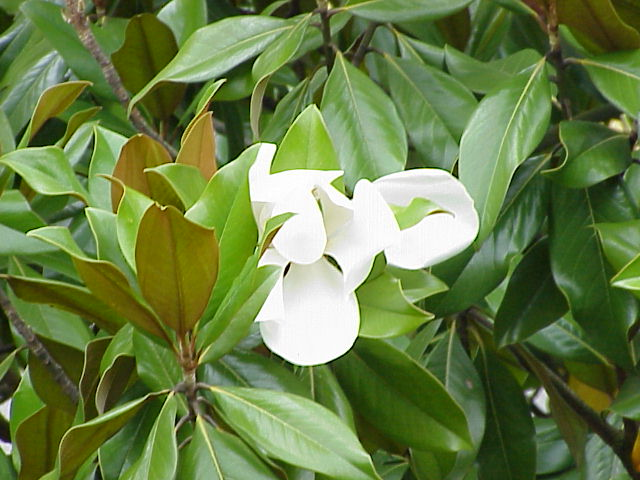
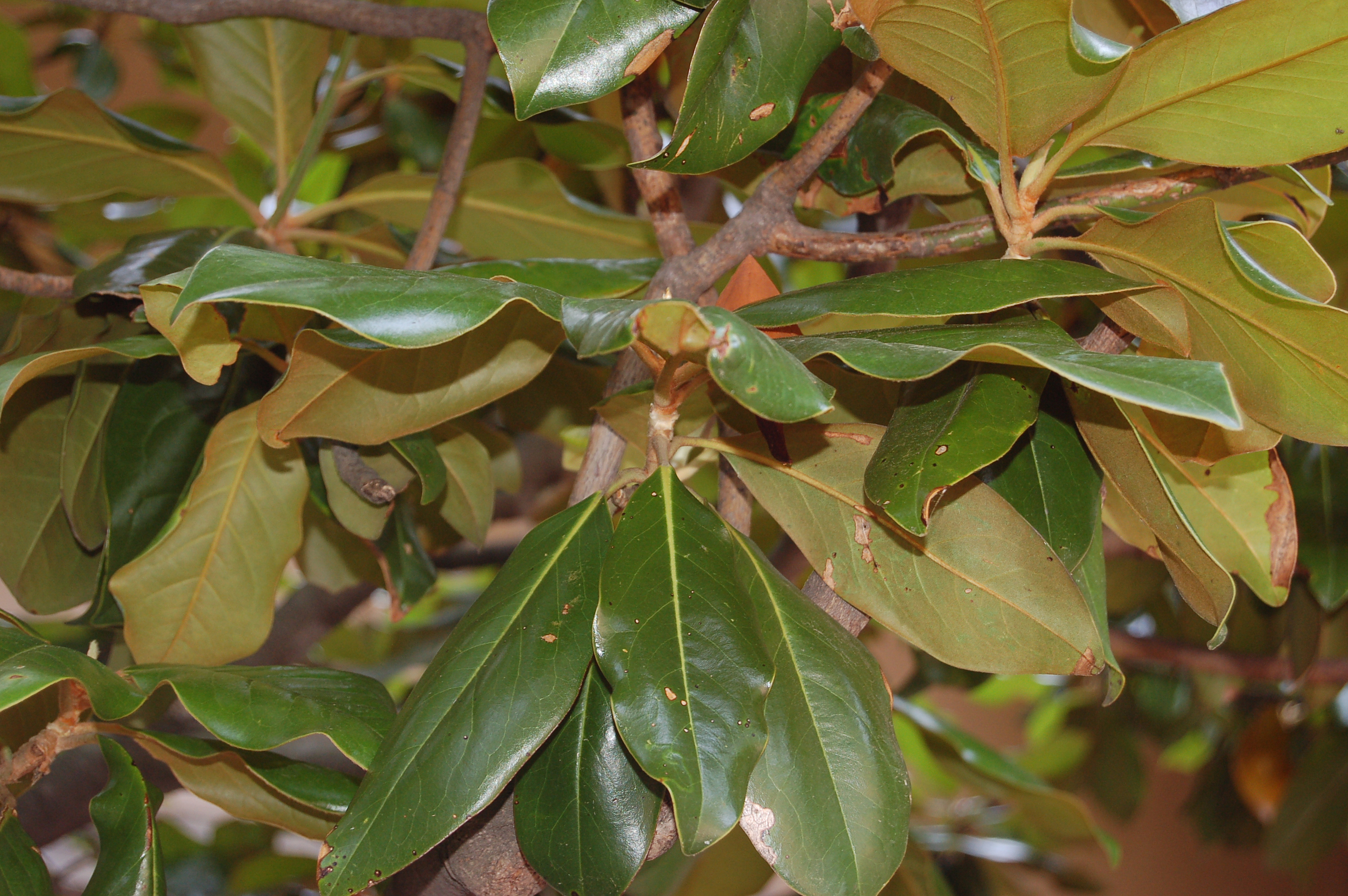
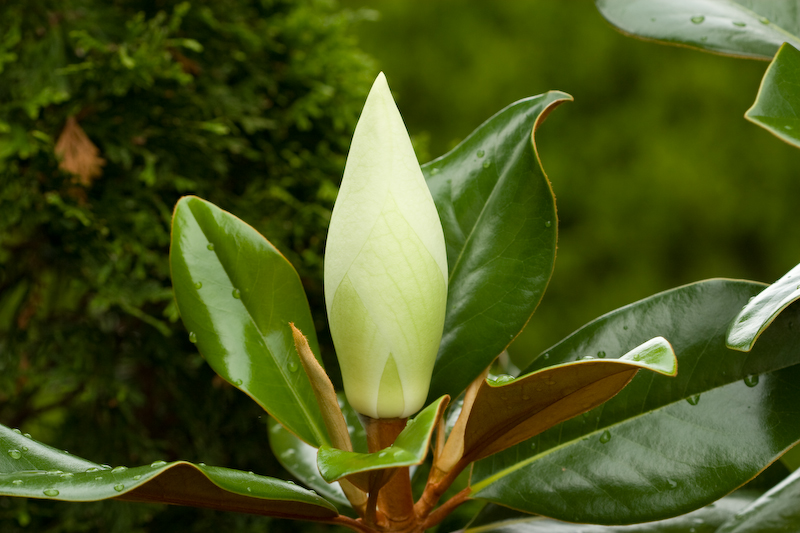
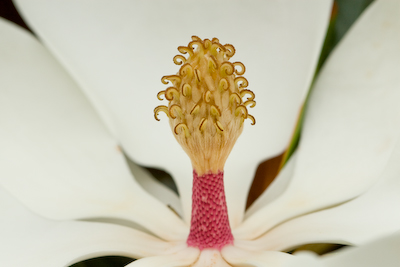
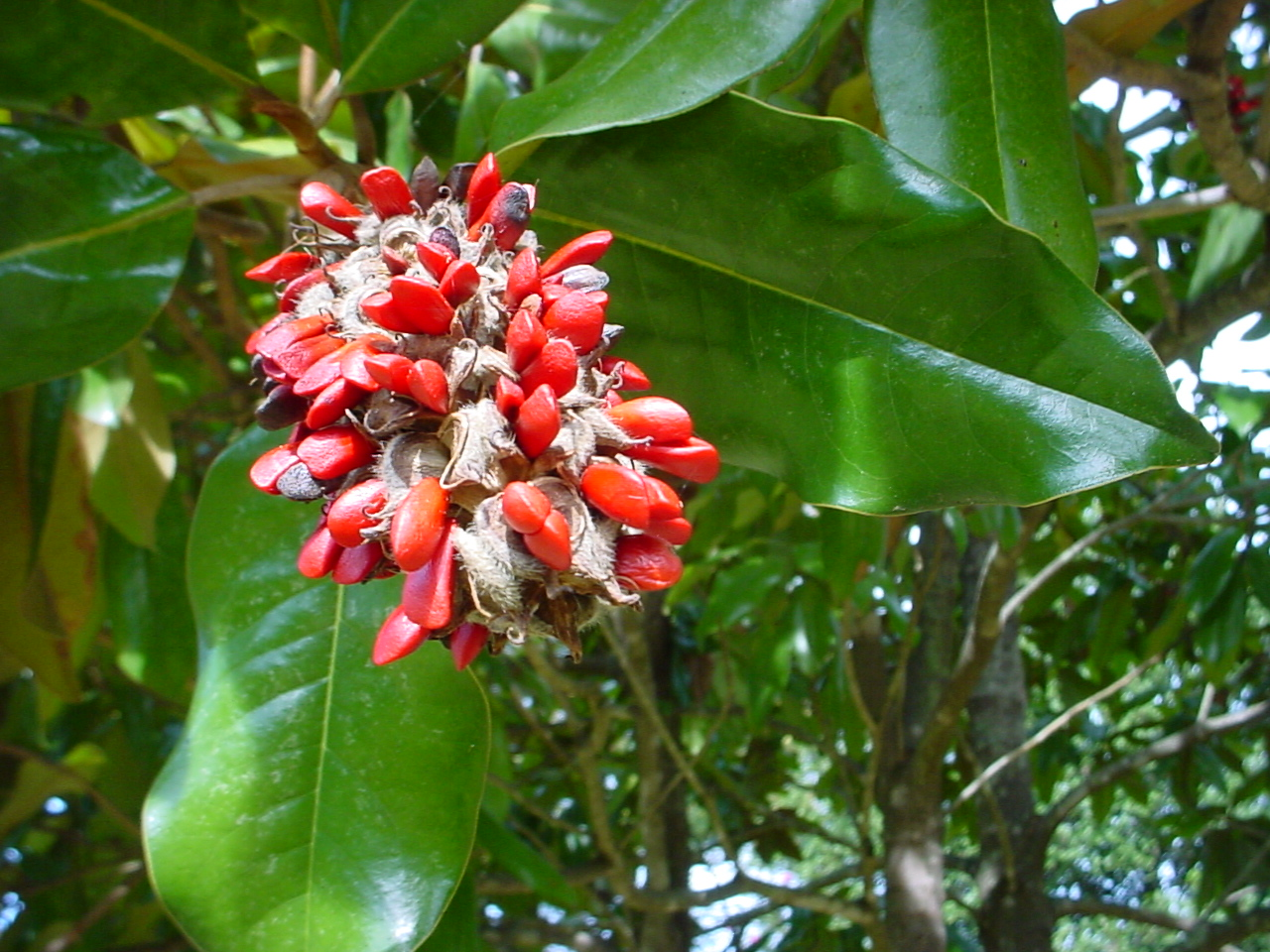
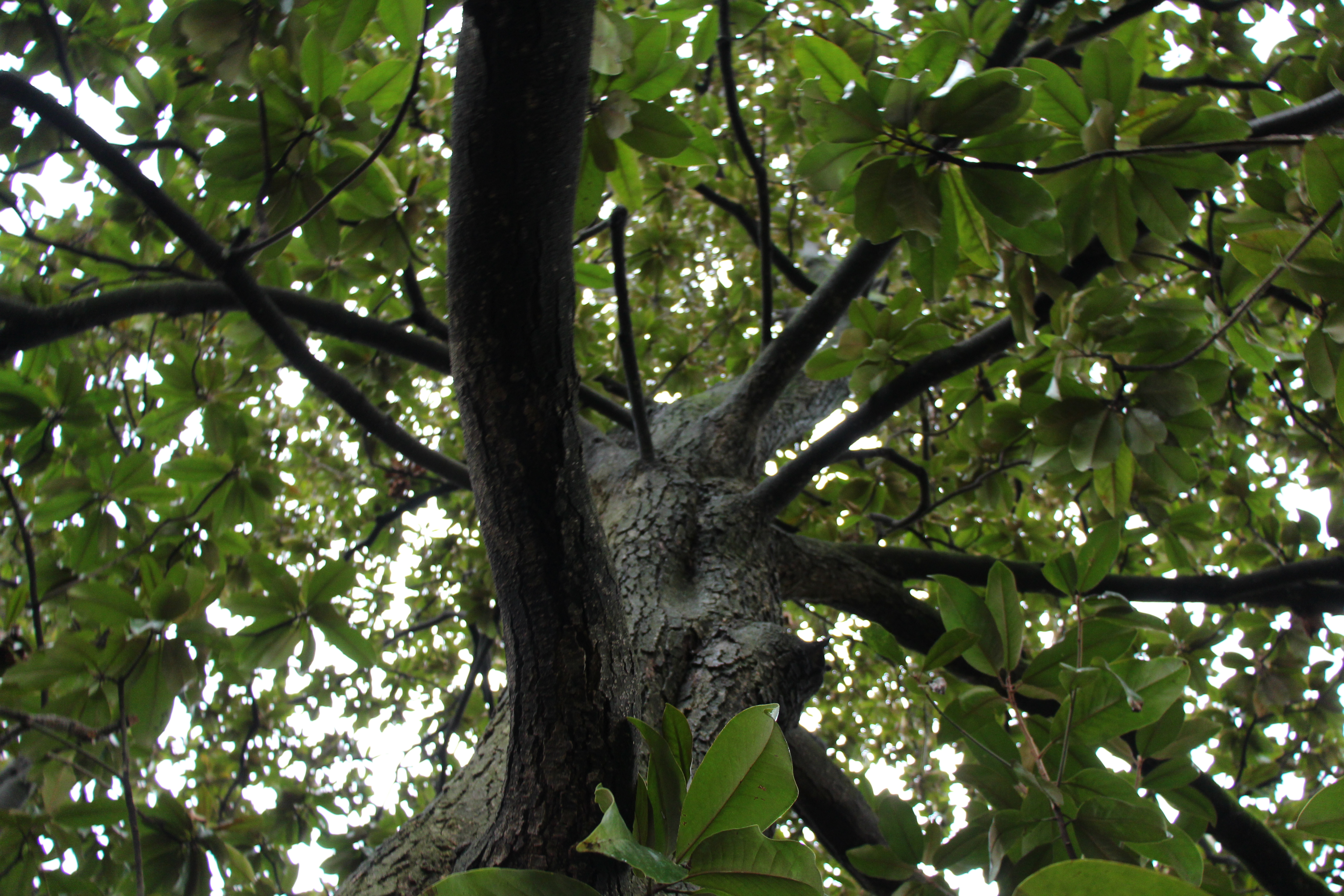
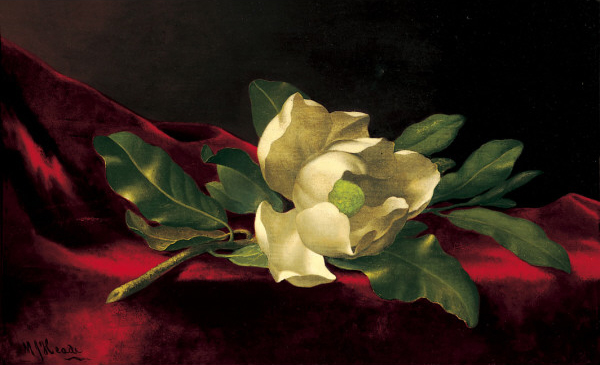